# Skimpflation
Als Skimpflation wird in der Volkswirtschaftslehre und Wirtschaft eine Art der Inflation bezeichnet, bei der erhöhte Produktionskosten. z. B. infolge gestiegener Rohstoff-Preise durch (stillschweigende bzw. heimliche) Verringerung einer Produkt- oder Dienstleistungsqualität (bei gleichbleibenden Verkaufspreisen) ausgeglichen werden; hierzu zählen auch Einschränkungen bei Dienstleistungen.

## Etymologie
Skimpflation ist ein Kofferwort aus englisch to skimp, dt. „knausern“ oder „einsparen“  und Inflation; der Begriff wurde 2021 vom US-amerikanischen Radiosender National Public Radio (NPR) geprägt.

## Beispiele
- Während des Zweiten Weltkrieges wurden in den Vereinigten Staaten Fleischerzeugnisse rationiert und Preiserhöhungen verbote – die Hersteller fügten vielen Produkten kostengünstige und geschmacksneutrale Füllstoffe wie Kartoffeln oder Sojabohnen hinzu und es wurde Fleisch mit erhöhtem Fettgehalt und von anderen Tieren, z. B. Pferden oder Bisamratten untergemengt.[6][7]

- Hotelzimmer werden – bei gleichbleibenden oder gestiegenen Zimmerpreisen – nicht mehr täglich gereinigt, sondern nur noch zwischen Abreise des Gastes und Neubelegung des Zimmers. Diese Sparmaßnahme wird teils als Umweltschutzmaßnahme beworben. Bei der Bewirtung von Gästen wird vermehrt auf Selbstbedienung und vorgefertigte bzw. abgepackte Produkte gesetzt.[8]

- 2017 reduzierte der italienische Süßwarenproduzent Ferrero ohne plausiblen Grund bei seiner Nuss-Nougat-Creme Nutella den Anteil an teurem Kakao und erhöhte den Anteil an günstigem Milchpulver. Da es zu dieser Zeit keinen Engpass an Rohstoffen gab, kam die Verbraucherzentrale Hamburg zu dem Schluss, dass diese Änderung lediglich der Gewinnmaximierung diente.[9]

- Nach dem Beginn des Russisch-Ukrainischen Angriffskriegs im Februar 2022 wurde Sonnenblumenöl knapp und teuer, weil russische Seestreitkräfte den Export der Sonnenblumenkerne aus der Ukraine über das Schwarze Meer blockierten: Mehrere Hersteller von Pommes frites und von Speisefetten und Speiseölen ersetzten daraufhin Sonnenblumenöl durch Palmöl; die meisten von ihnen kehrten auch nach dem Ende des Engpasses nicht mehr zur ursprünglichen Rezeptur zurück.[2][10]

- Laut einer Mitte 2025 von der Verbraucherzentrale Hamburg veröffentlichten Liste mit 40 Produkten reduzierte z. B.[11]
  - die deutsche Handelskette Netto bei ihrer Lieblings Nuss-Nougat-Creme den Haselnussanteil von 20 auf 13 %;
  - der Lebensmittelhersteller Knorr bei seiner Feinschmecker-Zitronen-Butter-Sauce den Butter-Anteil von 25 auf 10 % – Anwendende sollten nun selbst fünf Gramm Butter hinzufügen;
  - der Hersteller beim Schmelzkäse Milkana cremig leicht den Käse-Anteil von 65 auf 42 % – laut dem Markeninhaber Savencia, um die Qualität zu verbessern: Nun sei statt Käse auch Butter im Produkt, dabei der Fettanteil höher und auf der Verpackung stehe „Jetzt noch leckerer“.
  - Beim Ketchup der Kaufland-Eigenmarke Classic würden statt bislang 73 % „doppelt konzentrierten“ Tomatenmarks nun 72 % einfach konzentriertes verwendet.

## Reaktionen

### Hersteller
In vielen Fällen beziehen sich Lebensmittelhersteller darauf, nur den aktuellen Wünschen ihrer Kunden nachzukommen: Z. B. senke ein erhöhter Wasseranteil in Brotaufstrichen den physiologischen Brennwert und mache das Produkt gleichzeitig streichfähiger; bei Schokoladenerzeugnissen sorge ein geringerer Kakaogehalt für einen milderen Geschmack. Die positiven Nebeneffekte werden dabei in der Werbung oft durch Aussagen wie z. B. „verbesserte Rezeptur“ oder „extra cremig“ hervorgehoben und suggerieren den Kunden eine gesteigerte Produktqualität, obwohl in Wirklichkeit das Gegenteil der Fall ist.
Außerdem seien die Maßnahmen eine „notwendige Reaktion“ z. B. auf stark gestiegene Rohstoffpreise, gestörte Lieferketten, neue gesetzliche Vorgaben oder auch freiwillige Selbstverpflichtungen zur Reduzierung von Zucker-, Fett- und Salz-Gehalten.

### Interessensverbände
Deutsche Verbraucherschützer fordern eine klare und verpflichtende Kennzeichnung von Rezepturänderungen.

### Kunden
Bei einer Kundenbefragung des Marktforschungsunternehmens Gartner Inc. aus dem Jahr 2022 gaben 62 % der befragten Kunden an, Produkte nicht mehr zu kaufen, wenn die Hersteller zur Kostensenkung die Produktgröße (Shrinkflation) oder die Produktqualität (Skimpflation) gesenkt hätten.
2023 registrierte die Verbraucherzentrale Hamburg einen Anstieg der Beschwerden wegen verschlechterten Lebensmittel-Rezepturen.
Regelmäßige Benchmarks von großen Dienstleistungsunternehmen wie beispielsweise FedEx, McDonald’s oder Ritz-Carlton ergaben, dass die Kundenzahl durch eine Verschlechterung des Services stärker sinke als durch gestiegene Preise.

### Politik
Der Ausschuss für Konsumentenschutz des österreichischen Parlaments begann im März 2023, sich mit dem Phänomen zu befassen: Es soll zukünftig Herstellern gesetzlich verboten sein, Produkte unter gleichem Namen zu verkaufen, falls bei deren Herstellung im Lauf der Zeit auf billigere Grundstoffe umgestellt wird.